# Vampires 2 : Adieu vampires
Pour les articles homonymes, voir Vampire (homonymie).
Série
Vampires
(1998) Vampires 3 : La Dernière Éclipse du soleil
(2005)
Pour plus de détails, voir Fiche technique et Distribution.
Vampires 2 : Adieu vampires (Vampires: Los Muertos) est un film américano-mexicain réalisé par Tommy Lee Wallace et sorti directement en vidéo en 2002. Il fait suite au film Vampires de John Carpenter sorti en 1998. 
Le film suit un chasseur de vampires, Derek Bliss (Jon Bon Jovi) et un prêtre mexicain le Père Rodrigo (Cristián de la Fuente) doivent combattre une bande de morts-vivants au Mexique. De plus au contraire des vampires légendaires et alors que dans ce film, ces vampires ne craignent ni les cruxifies, ni les gousses d'ail et ils peuvent se refleter. La seule chose qu'ils craignent, c'est la lumiere solaire et les pieux. Au lieu de changer en cendre, ils deviennent des tas d'os calcinés.

## Synopsis
Un homme dans la rue cherche une prostituée, et lorsqu'il en trouve une, il la menace avec une lame de rasoir. Derek Bliss intervient et pointe une arme étrange sur sa tempe gauche. L'homme recule et la prostituée remercie Derek et lui demande si elle peut faire quelque chose pour lui. Il lui tire dessus avec trois pieux, c'était un vampire. Derek la traîne jusqu'à un parking abandonné et regarde le corps prendre feu au soleil tout en le filmant à la caméra.
De retour dans sa chambre d'hôtel, le chef du groupe Van Helsing l'appelle et l'informe qu'il a un nouveau travail. Il se rend au Mexique dans un couvent où séjourne un groupe de prêtres chasseurs de vampires. Il a une vision étrange, et l'un des prêtres conclut que les vampires pourraient être en train de se lier avec lui.
Cette nuit-là, Una une princesse vampire, et ses serviteurs attaquent et se nourrissent d'un homme. Le lendemain, Derek part à la recherche de personnes sur une liste qui lui a été remise. Malheureusement, la plupart d'entre eux sont morts ou fous, et les derniers vivants sont tués. Derek se rend dans un café et demande à parler à un homme nommé Jesse. Celui-ci dit à Derek d'attendre pendant qu'il termine quelque chose. Derek rencontre alors une jeune femme nommée Zoey, et il devient méfiant lorsqu'elle lui demande s'il travaille dans le commerce des "morts-vivants". Il part pour aller aux toilettes et découvre que Zoey est une vampire en utilisant une lentille spéciale, déplorant le fait qu'il pense qu'elle est mignonne. Dans la fraction de seconde qu'il lui faut pour jeter une serviette en papier à la poubelle, Una entre, tranche la gorge de chaque client et kidnappe Jesse.
Lorsque Derek sort et voit que Zoey s'est également enfuie, il conclut qu'elle a dû le faire. Le lendemain, il s'arrête quand il la voit sur le bord de la route en plein jour. Ils se disputent; Zoey lui parle de pilules spéciales qu'elle prend pour combattre son côté vampire. Elle a été mordue accidentellement par un vampire lors d'une aventure d'un soir. Elle a la vision d'un monastère, et Derek se rend compte que c'est celui qu'il vient de quitter. Ils retournent en voiture et trouvent tous les prêtres, sauf un, le Père Rodrigo, massacrés. Ce dernier leur dit qu'Una cherche la légendaire croix de Béziers, la même croix utilisée sans succès dans le premier film utilisé pour effectuer un rituel qui permettra aux vampires de marcher à la lumière du jour et d'être invulnérables, et leur montre quelque chose sur lequel un confrère travaillait dans son temps libre : une énorme camionnette avec tous les outils nécessaires pour tuer les vampires. Derek entend un bruit dans les arbres et trouve un adolescent qu'il avait déjà rencontré. Il s'appelle Sancho et il a une permission de sa mère, indiquant qu'il peut partir à la chasse aux vampires avec Derek.
Le groupe rencontre un autre chasseur, Ray Collins de Memphis, et s'en prend à Una. Una séduit Ray et le convainc de laisser les pilules de Zoey là où elle pourra les obtenir. Lorsqu'ils atteignent le village où se cachent les vampires, ils y sont accueillis car ils veulent que les vampires soient tués. Una, désormais capable de marcher à la lumière du jour, sort et kidnappe Zoey. Derek pointe l'arme sur Sancho et dit qu'il a dû donner les pilules à Una. Cependant, un villageois se rend compte que Ray l'a fait et lui tire dessus avant que Derek ne tire sur Sancho. Derek et le gang s'en prennent à Zoey pour la sauver, au prix de laisser Rodrigo effectuer correctement le rituel. Ils retournent dans une clinique, où le sang de vampire de Zoey est échangé contre du sang humain. comme ses pilules ont toutes été utilisées, cette méthode est le seul moyen de supprimer son côté vampire pendant un certain temps. Derek sait comment sauver Rodrigo ; le sang de vampire est pompé dans son corps.
L'équipe poursuit Rodrigo et découvre qu'il n'était pas un vrai prêtre. Una n'est pas découragée et elle répond en allumant un feu sous ses pieds. Derek sauve Rodrigo et s'en prend à Una. Ils ont failli la tuer, mais elle s'échappe lorsque la corde qui l'entraînait au soleil se brise. Elle attrape Derek, mais celui-ci attrape alors ce qui reste de la corde. Avant qu'ils n'atteignent la lumière du soleil, Derek lui tire une balle dans la tête avec un fusil de chasse et l'envoie voler vers le soleil, où il prend feu. Son corps se transforme en pierre avec un cœur battant noir dans la poitrine. Derek enfonce un pieu dans le cœur. Sancho et Rodrigo décident de rester dans le village, et Derek et Zoey partent au coucher du soleil pour se réapprovisionner en pilules.

## Fiche technique
- Titre original complet : John Carpenter's Vampires: Los Muertos[1]
- Titre français : Vampires 2 : Adieu vampires ou simplement Vampires 2
- Réalisation : Tommy Lee Wallace
- Scénario : Tommy Lee Wallace
- Direction artistique : Enrique Echeverría
- Costumes : Ruth Zermeño
- Photographie : Henner Hofmann
- Maquillage : Jake Garber
- Montage : Charles Bornstein
- Décors : Marcelo Del Rio
- Musique : Brian Tyler
- Production : Jack Lorenz
  - Producteurs délégués : John Carpenter, Ricardo Del Río et Sandy King
  - Producteur exécutif : Robert Latham Brown
- Sociétés de production : Screen Gems et Storm King Productions
- Distribution : Sony Pictures Entertainment
- Pays d'origine :  États-Unis,  Mexique
- Langue originale : anglais
- Format : Couleur – 2,35:1 – 35 mm – Dolby Digital
- Genre : action, horreur, fantastique
- Durée : 93 minutes
- Dates de sortie[1] :
  - États-Unis : 24 septembre 2002 (sortie directement en vidéo)
  - France : 4 novembre 2002 (sortie directement en DVD)[2].
  - Mexique : 15 février 2016

Interdit aux moins de 16 ans.[Où ?] [réf. nécessaire]

## Distribution
- Jon Bon Jovi : Derek Bliss
- Cristián de la Fuente : Père Rodrigo
- Natasha Gregson Wagner : Zoey
- Arly Jover : Una
- Darius McCrary : Ray Collins
- Diego Luna : Sancho
- Honorato Magaloni : le vieillard
- Javier Grajeda : Brody
- Tommy Lee Wallace : l'homme effrayé

## Production
Le tournage a lieu entre janvier et février 2001. Il se déroule au Mexique, notamment à Mexico, Texcoco, Morelos et dans les Studios Churubusco.

## Distinction
Le film n'obtient qu'une seule nomination : dans la catégorie meilleure édition DVD aux Saturn Awards 2002.

### SagaVampires
- 1998 : Vampires, de John Carpenter
- 2002 : Vampires 2 : Adieu vampires (Vampires: Los Muertos), de Tommy Lee Wallace
- 2005 : Vampires 3 : La Dernière Éclipse du soleil (Vampires: The Turning), de Marty Weiss